# 安六高速铁路
安六高速铁路，又称安六城际铁路，起于贵州省安顺西站终于六盘水站。设计时速250公里，线路运营里程约124.396公里，其中新建正线约117.857公里。2015年11月11日，安六高速铁路开工，并于2020年7月8日通车。本线的通车，使省会贵阳到六盘水的运行时间从3.5小时缩短至1小时左右。

## 线路走向与车站
安六高速铁路自沪昆客运专线既有车站安顺西站引出，向西经安顺市西秀区、普定县、六盘水市六枝特区、水城县和钟山区5个区县，在钟山区接入既有沪昆铁路水城站，利用既有沪昆铁路最终到达六盘水站。
全线共设车站7座，除既有安顺西站和六盘水站外，其余5座车站为新建。自安顺西站向西引出后，在安顺市普定县沪昆铁路黄桶站以北设黄桶北站，在六盘水市六枝特区市区西北方、原沪昆铁路六枝站以西设六枝南站，在六枝特区大山村长箐组设长箐站，在水城县小坪箐设冷坝站，在水城县尖山街道设六盘水东站，最终引入六盘水站。

## 建设历史
2015年11月，全线举行开工动员大会，标志着安六铁路开工。
2017年3月，开始架梁。
2018年11月，开始铺轨。
2019年4月，水城站改造启动。7月9日，全线铺轨完成。
2020年3月25日，开始静态验收。4月24日，静态验收通过。5月11日，全线开始联调联试。7月8日，安六铁路正式开通运营。

## 意义
安六铁路是《贵州省铁路网规划》中“安顺——六盘水——威宁”城际轨道交通的第一期工程，也是贵州省“十二五”重点建设的铁路项目之一。安六铁路投运后，将通过沪昆客运专线既有安顺西站，把六盘水接入全国高铁客运网。同时，安六铁路是实现省会贵阳到省内市（州）1至2小时快速交通圈的重要组成部分，将使六盘水快速融入黔中经济区，构建贵阳——安顺——六盘水黄金旅游线，助推六盘水、安顺等地经济社会发展。